# Diana, Princess of Wales Memorial Fund
 (décembre 2012).
Si vous disposez d'ouvrages ou d'articles de référence ou si vous connaissez des sites web de qualité traitant du thème abordé ici, merci de compléter l'article en donnant les références utiles à sa vérifiabilité et en les liant à la section « Notes et références ».
Diana, Princess of Wales Memorial Fund était une association caritative britannique active de septembre 1997 à décembre 2012 dont l'objectif affiché était de soutenir des actions humanitaires en mémoire de la princesse Diana.